# Jeff Jarrett
Jeffrey Leonard Jarrett (* 14. července 1967) je americký profesionální wrestler a promotér. Pracuje ve společnosti All Elite Wrestling (AEW), kde působí jako ředitel pro rozvoj obchodu.
Svou kariéru začal v roce 1986 ve společnosti svého otce Jerryho Jarretta Continental Wrestling Association (CWA). Poprvé se proslavil v roce 1993, kdy debutoval jako country hvězda ve World Wrestling Federation (WWF, nyní WWE). Během následujících devíti let střídal WWF a jejího hlavního konkurenta World Championship Wrestling (WCW). Poté, co WWF v roce 2001 odkoupila WCW, se připojil k nově vznikající organizaci World Wrestling All-Stars (WWA). V roce 2002 založil společně se svým otcem společnost NWA: Total Nonstop Action (NWA-TNA, nyní Total Nonstop Action Wrestling). Po odchodu z této organizace v roce 2014 založil další společnost Global Force Wrestling (GFW). Po neúspěšném sloučení TNA a GFW přerušil styky se společností Impact Wrestling. Následně zápasil v Mexiku za Lucha Libre AAA Worldwide a v lednu 2019 se vrátil do WWE, kde začal pracovat jako producent. Ze společnosti odešel v srpnu 2022 a v listopadu téhož roku debutoval u AEW.
Během své kariéry získal více než 80 titulů, mimo jiné šestkrát titul NWA World Heavyweight Championship, čtyřikrát titul WCW World Heavyweight Championship a dvakrát titul AAA Mega Championship. V roce 2015 byl uveden do Síně slávy TNA a v roce 2018 i do Síně slávy WWE.

## Filmografie

### Filmy
| Rok  | Název                                             | Role              |
| ---- | ------------------------------------------------- | ----------------- |
| 1993 | Život s Mikeym                                    | wrestler Evil Eye |
| 1999 | The Unreal Story of Professional Wrestling        | Sám sebe          |
| 2003 | Hlava státu                                       | Wrestler          |
| 2009 | Larry the Cable Guy's Hula-Palooza Christmas Luau |                   |
| 2012 | Spring Breakers                                   | Mladý pastor      |
| 2023 | Železní bratři                                    | Jerry Jarrett     |

### Televize
| Rok  | Název          | Role     | Poznámky       |
| ---- | -------------- | -------- | -------------- |
| 2005 | Blue Collar TV | Sám sebe | 2 epizody      |
| 2009 | Rove Live      | Sám sebe | Epizoda #10.26 |

## Osobní život
Dne 14. listopadu 1992 se oženil s Jill Gregorovou, s níž měl tři dcery. Jeho žena zemřela 23. května 2007 na rakovinu prsu. V roce 2009 se objevily zprávy o Jarrettově milostném vztahu s Karen Angleovou. Proto se až do roku 2009 v TNA neobjevoval. Jeho návrat s sebou přinesl i krátkou dějovou linii o tomto vztahu. Dne 6. dubna 2010 oznámili zásnuby, vzali se 21. srpna 2010.
V roce 2015 se po letech hádkách o směřování společnosti TNA usmířil se svým otcem.
Měl problémy kvůli svému alkoholismu. Dne 25. října 2017 nastoupil do ústavního rehabilitačního zařízení. Odvykaci mu zřídila manželka Karen a organizace WWE.

## Úspěchy a ocenění
- All Elite Wrestling
  - Texas Chain Saw Massacre Deathmatch Championship (1x)
- American Wrestling Association
  - Rookie of the Year (1986)
- Continental Wrestling Association
  - CWA Heavyweight Championship (1x)
  - AWA Southern Tag Team Championship (4x) – s Billym Travisem (3) a Patem Tanakem (1)
  - CWA/AWA International Tag Team Championship (2x) – s Patem Tanakem (1) a Paulem Diamondem (1)
  - NWA Mid-America Heavyweight Championship (5x)
- European Wrestling Promotion
  - EWP World Heavyweight Championship (1x)
- Lucha Libre AAA World Wide
  - AAA Mega Championship (2x)
  - AAA Rey de Reyes (2004)
- NWA Cyberspace
  - NWA Cyberspace Heavyweight Championship (1x)
- NWA: Total Nonstop Action / Total Nonstop Action Wrestling
  - NWA World Heavyweight Championship (6x)
  - TNA King of the Mountain Championship (1x)
  - Gauntlet for the Gold (2004 – Heavyweight)
  - King of the Mountain (2004, 2006, 2015)
  - TNA Hall of Fame (2015)
  - TNA Year End Award (1 time)
    - Memorable Moment of the Year (2003) Jeff Jarrett attacks Hulk Hogan in Japan
- Pennsylvania Championship Wrestling
  - PCW United States Championship (1x)
- Pro Wrestling Illustrated
  - Feud of the Year (1992) s Jerrym Lawlerem vs. The Moondogs
  - Most Inspirational Wrestler of the Year (2007)
  - Ranked No. 5 of the top 500 singles wrestlers in the PWI 500 in 2000
  - Ranked No. 141 of the top 500 singles wrestlers of the PWI Years in 2003
  - Ranked No. 78 of the Top 100 tag teams of the PWI Years with Jerry Lawler in 2003
- River City Wrestling
  - RCW Championship (1 time)
- United States Wrestling Association
  - USWA Heavyweight Championship (1x)
  - USWA Southern Heavyweight Championship (9x)
  - USWA Unified World Heavyweight Championship (3x)
  - USWA World Tag Team Championship (14 times) – s Mattem Bornem (2), Jeffem Gaylordem (2), Codym Michaelsem (1), Jerrym Lawlerem (4), Robertem Fullerem (3), a Brianem Christopherem (2)
- USA Championship Wrestling
  - USA North American Heavyweight Championship (1x)
- Vendetta Pro Wrestling
  - NWA Western States Heavyweight Championship (1x)
- World Championship Wrestling
  - WCW World Heavyweight Championship (4x)
  - WCW United States Heavyweight Championship (3x)
- World Class Wrestling Association
  - WCWA World Light Heavyweight Championship (2x)
  - WCWA World Tag Team Championship (3x) – s Kerrym Von Erichem (1), Milem Máscarasem (1), a Mattem Bornem (1)
- World Wrestling Federation / WWE
  - NWA North American Championship (1x)
  - WWF European Championship (1x)
  - WWF Intercontinental Championship (6x)
  - WWF Tag Team Championship (1 time) – s Owenem Hartem
  - WWE Hall of Fame (Class of 2018)
- World Series Wrestling
  - WSW Heavyweight Championship (1x)
- World Wrestling All-Stars
  - WWA World Heavyweight Championship (2x)
  - Seven Deadly Sins Tournament (2001)
- WrestleCade
  - WrestleCade Heavyweight Championship (1x)
- Wrestling Observer Newsletter
  - Feud of the Year (1992) s Jerrym Lawlerem vs. The Moondogs
  - Most Overrated Wrestler (2005)